# Ellery (Nueva York)
Ellery es un pueblo ubicado en el condado de Chautauqua en el estado estadounidense de Nueva York. En el año 2000 tenía una población de 4.576 habitantes y una densidad poblacional de 37.1 personas por km².

## Geografía
Ellery se encuentra ubicado en las coordenadas 42°10′15″N 79°22′37″O / 42.17083, -79.37694.

## Demografía
Según la Oficina del Censo en 2000 los ingresos medios por hogar en la localidad eran de $41,916, y los ingresos medios por familia eran $48,093. Los hombres tenían unos ingresos medios de $40,733 frente a los $29,128 para las mujeres. La renta per cápita para la localidad era de $20,619. Alrededor del 8.3% de la población estaban por debajo del umbral de pobreza.